# Ruth Weyher
Ruth Weyher (Neumark, 28 de mayo de 1901 – München, 27 de enero de 1983) fue una actriz alemana de la época del cine mudo. Apareció en 48 películas entre 1920 y 1930. En 1926, protagonizó la película Misterios de un alma, dirigida por Georg Wilhelm Pabst.

## Trayectoria
Hija del inspector del Tribunal Supremo Paul Ferdinand Weyher y su esposa Lätitia Theone (de soltera Schulze) creció en Gdansk hasta que se mudó con sus padres y su hermano a Halle en 1914. A los 16 años llegó a Berlín y asistió a la escuela de interpretación del Deutsches Theater desde abril de 1919 hasta julio de 1920.
Weyher consiguió en 1919 su primer papel en una película. A lo largo de su carrera, interpretó a mujeres aventureras e intrépidas en numerosas películas de entretenimiento. En 1928, fundó su propia compañía de producción cinematográfica, Ruth Weyher-Film GmbH. Después de una sola película, Was ist los mit Nanette? con un pequeño papel, dejó de trabajar como productora. El 2 de julio de 1932, se casó con el editor de Múnich y propietario de la imprenta Hans Geiselberger y puso fin a su carrera.

## Filmografía
- 1919: Der Hirt von Maria Schnee
- 1920: Die Wahrsagerin von Paris
- 1921: Der Brand im Varieté Mascotte
- 1921: Frauenbeichte
- 1921: Die Erlebnisse einer Kammerzofe
- 1922: Sterbende Völker
- 1922: Divankatzen
- 1923: Dämon Zirkus
- 1923: Die Spitzen der Gesellschaft
- 1923: Adam und Eva
- 1923: Die graue Macht
- 1923: Sombras
- 1923: Der Matrose Perugino
- 1923: Das alte Gesetz
- 1923: Menschen und Masken
- 1924: Das Geschöpf
- 1924: Königsliebchen
- 1924: Komödie des Herzens
- 1925: Ein Sommernachtstraum
- 1925: Reveille, das große Wecken
- 1925: Der Fluch der bösen Tat
- 1925: Die Feuertänzerin
- 1925: Heiratsannoncen
- 1925: Der erste Stand. Der Großkapitalist
- 1925: Frauen und Banknoten
- 1926: Misterios de un alma
- 1926: Menschenleben in Gefahr
- 1926: Die keusche Susanne
- 1926: Die Flammen lügen
- 1927: Die Hochstaplerin
- 1927: Fassadengespenst
- 1927: Klettermaxe
- 1927: Einer gegen Alle
- 1927: Milak, der Grönlandjäger
- 1927: Das Spielzeug schöner Frauen
- 1927: Das grobe Hemd
- 1927: Die Frau im Schrank
- 1927: Eine kleine Freundin braucht ein jeder Mann
- 1927: Die Apachen von Paris
- 1927: Der große Unbekannte
- 1928: Dr. Monnier und die Frauen
- 1928: Indizienbeweis
- 1928: Was ist los mit Nanette?
- 1929: Bobby, der Benzinjunge
- 1929: Vater und Sohn
- 1929: Sei gegrüßt, Du mein schönes Sorrent
- 1930: Im Kampf mit der Unterwelt